# 직강
직강(直講)은 조선 시대 성균관에서 유생들을 가르치는 관직으로, 정5품이었다.